# Avtomatska obdelava plačil
Avtomatska obdelava plačil (STP) je proces neprekinjene, popolnoma avtomatizirane obdelave informacij. Primarne podatke lahko ustvarijo tako samodejni sistemi kot ročni vnos, vendar poznejši prenos in obdelava sta popolnoma samodejna.
V ožjem smislu tehnologija STP predpostavlja, da borznoposredniška družba deluje kot samodejni posrednik med strankami in zunanjim trgom. Naročila strank se samodejno posredujejo za sklenitev transakcij na zunanjem trgu ali veliki nasprotni stranki.

## Transakcije
STP je bil razvit za trgovanje z delnicami v začetku devetdesetih let v Londonu za samodejno obdelavo na borzah.
V preteklosti je bilo za plačevanje vedno potrebno ročno delo. Postopek je pogosto trajal več ur. Poleg tega je dodatno posredovanje ljudi povzročilo večje tveganje napak.
S STP se lahko transakcije z denarjem ali vrednostnimi papirji obdelujejo in sklenejo na isti dan.
Plačila so zaradi različnih razlogov še vedno lahko brez STP.

## Prednosti
Ko je STP v celoti izveden, lahko upravljavcem premoženja nudi ugodnosti, kot so krajši časi obratovanja, zmanjšano tveganje poravnave in nižji obratovalni stroški.
Nekateri industrijski analitiki menijo, da je 100% avtomatizacija nedosegljiv cilj. Namesto tega spodbujajo zamisel o povečanju notranjih ravni STP v podjetju in spodbujajo skupine podjetij, da sodelujejo pri izboljšanju kakovosti avtomatizacije transakcijskih informacij med seboj, bodisi dvostransko bodisi kot skupnost uporabnikov (zunanja STP). Drugi analitiki pa menijo, da bo STP dosežen s prihodom poslovne interoperabilnosti.